# 李光遂
李光遂（945年—980年），是北宋初年党项族将领，本姓拓跋，是定难军节度使李彝殷的儿子，李光睿的七弟。
李光遂生于后晋开运二年（945年），母亲是秦国太夫人渎氏，宋太祖乾德五年（967年）秋，李彝兴（李彝殷为宋太祖的父亲赵弘殷避讳）去世。太平兴国三年（978年），李克睿去世，次年，李克睿之子李继筠去世。这时，李克文担任定难节度使下辖管内蕃部越名都指挥使。太平兴国五年（980年），李光遂在十月初三去世，享年三十六岁。